# Пальмовая оранжерея (Шёнбрунн)
Пальмовая оранжерея в Шёнбрунне (нем. Palmenhaus Schönbrunn) — большая оранжерея, расположенная в Вене, Австрия, где представлены растения со всего мира. Была открыта в 1882 году и является самой известной из четырёх теплиц в парке дворца Шёнбрунн.

## История

### Предыстория 1753—1880
В 1753 году император Франц I Стефан, муж Марии Терезии, проявлявший интерес к естественным наукам, приобрел у муниципалитета Хитцинга заброшенное поле, перекрытое живой изгородью. Здесь он основал «Голландский ботанический сад».
На месте современной Пальмовой оранжереи располагался красиво спроектированный сад, разделенный на три части и имевший геометрический план. Каждая часть состояла из четырёх кварталов, в центре которых располагался фонтан. Северная часть сада представляла собой цветник, средняя часть служила огородом, на котором выращивали не только овощи, но и шпалерные фрукты, а южная часть была выделена для фруктового сада. С северной стороны сада была большая теплица.
При императорах Иосифе II и Франце II был значительно расширен «Голландский ботанический сад» путем приобретения новых участков земли. На приобретенной территории были построены новые теплицы, а также «Дендрарий» — сад, созданный для обучения и состоящий из экзотических американских деревьев, высаженных в ровные ряды на песчаной почве и обозначенных табличками. Например, в окрестностях бывшей Пальмовой оранжереи, возведенной при императоре Франце II, росли четыре могучих платана. Каталог всего растительного фонда «Голландского ботанического сада» на 1799 год включал более 4000 растений, принадлежащих к почти 800 родам.
С 1828 года часть «голландского ботанического сада» была преобразована в пейзажный сад, вдохновленный английским образцом, и получила название «Сад придворных растений».

### Открытие оранжереи и дальнейшая судьба

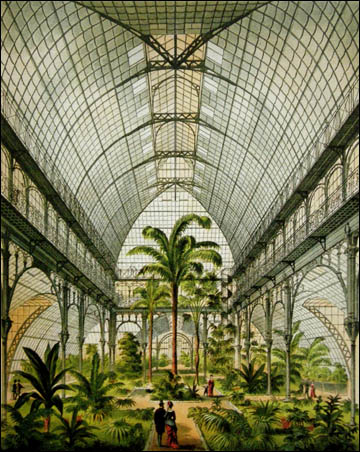
Рисунок 1883 года

В 1880 году по заказу императора Франца Иосифа I придворным архитектором Францем Ксавером Зегеншмидом была построена Пальмовая оранжерея. При его открытии 17 июня 1882 года, здание, состоящее из сборных элементов, имело общую площадь 2500 м² и являлось самым большим стеклянным домом в мире. Его длина составляла 111 метров, максимальная ширина — 28 метров, а высшая точка достигала 25 метров.
Архитектура из стекла и железа была построена компанией Ignaz Gridl. Площадь остекления с более чем 40 000 стеклянных панелей составляет 4 900 м². Только после посещения императором в июле 1882 года, холодные и теплые комнатные растения были перенесены из старых стеклянных домов в новую пальмовую оранжерею. В определённые дни население могло посещать обширные коллекции растений императорской семьи за небольшую плату.
В феврале 1945 года несколько бомб упали у Пальмовой оранжереи, и оконные стекла были разрушены ударными волнами. Часть растений удалось спасти, но из-за нехватки материалов после Второй мировой войны, Пальмовая оранжерея была вновь открыта только в январе 1953 года. В 1976 году здание было настолько повреждено, что пришлось закрыть его для посещения. Структурная реконструкция проходила с 1986 по 1990 год. Западный портал был перестроен в кассовую зону, а ландшафт растительности был изменён. Большая часть деревьев была заново посажена, и в 1990 году пальмовая оранжерея была торжественно открыта.
В 2011—2014 годах по заказу управляющей компании Schloss Schönbrunn Kultur- und Betriebsgesellschaft было проведено новое санирование здания в соответствии с техническими нормами и нормами по охране памятников. Пальмовая оранжерея содержит историческую коллекцию растений в трёх оранжереях: тёплой, с постоянной температурой и холодной. Минимальная температура составляет 18 °C в южной оранжерее, постоянная температура поддерживается в 12 °C, 6 °C имеет северная холодная оранжерея.
В оранжерее несколько раз в год проходят специальные выставки. Пальмовая оранжерея также может быть использована для частных мероприятий.

## Архитектура

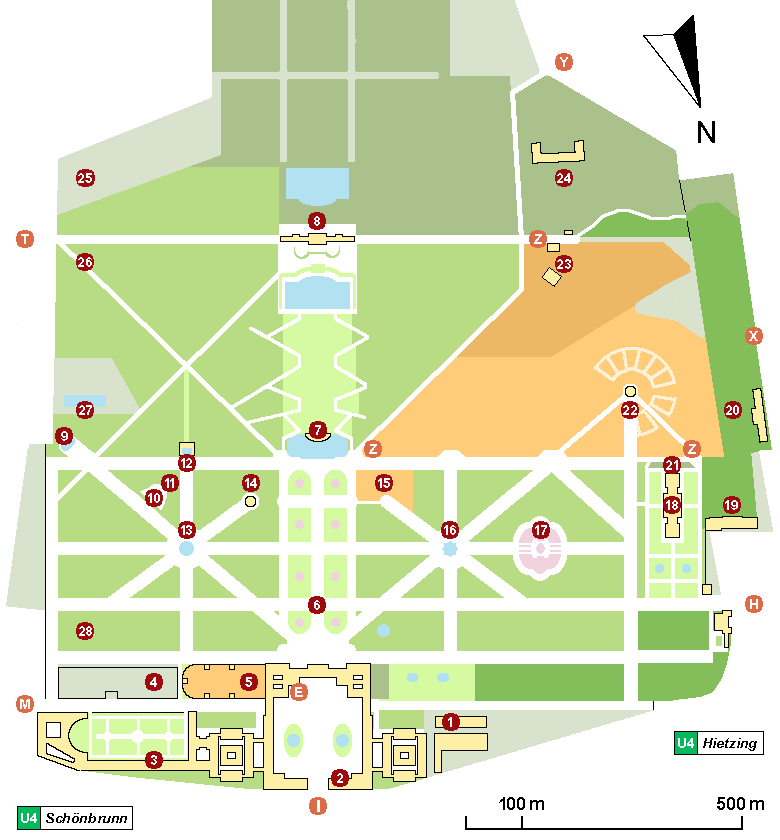
Пальмовая оранжерея расположена под номером 18 на общей карте садов Шёнбрунн

Три павильона соединены туннельными коридорами и образуют три различные климатические зоны: холодный дом на севере, «умеренный» в среднем павильоне и тропический дом на юге. Чтобы достичь необходимой температуры в каждом павильоне, используется нагрев воды паром. Это позволяет демонстрировать редкие экземпляры растительного мира со всех уголков планеты.
Железная конструкция здания выполнена в духе позднего историзма, но использовались и современные технологии. Форма здания соответствует материалу и придает ему заметную легкость, несмотря на огромные размеры. Центральный и боковые павильоны имеют выпуклые и вогнутые линии, которые создают сбалансированные пропорции. Стеклянные поверхности вставлены между каркасом внешней железной конструкции и цепляются за изогнутые железные балки.

### Технические данные[2]
- Длина составляет 111 м, ширина — 28 м, высота — 25 м.
- Общая площадь — 2 500 м².
- Площадь остекления — 4 900 м², что соответствует 45 000 оконным стеклам.

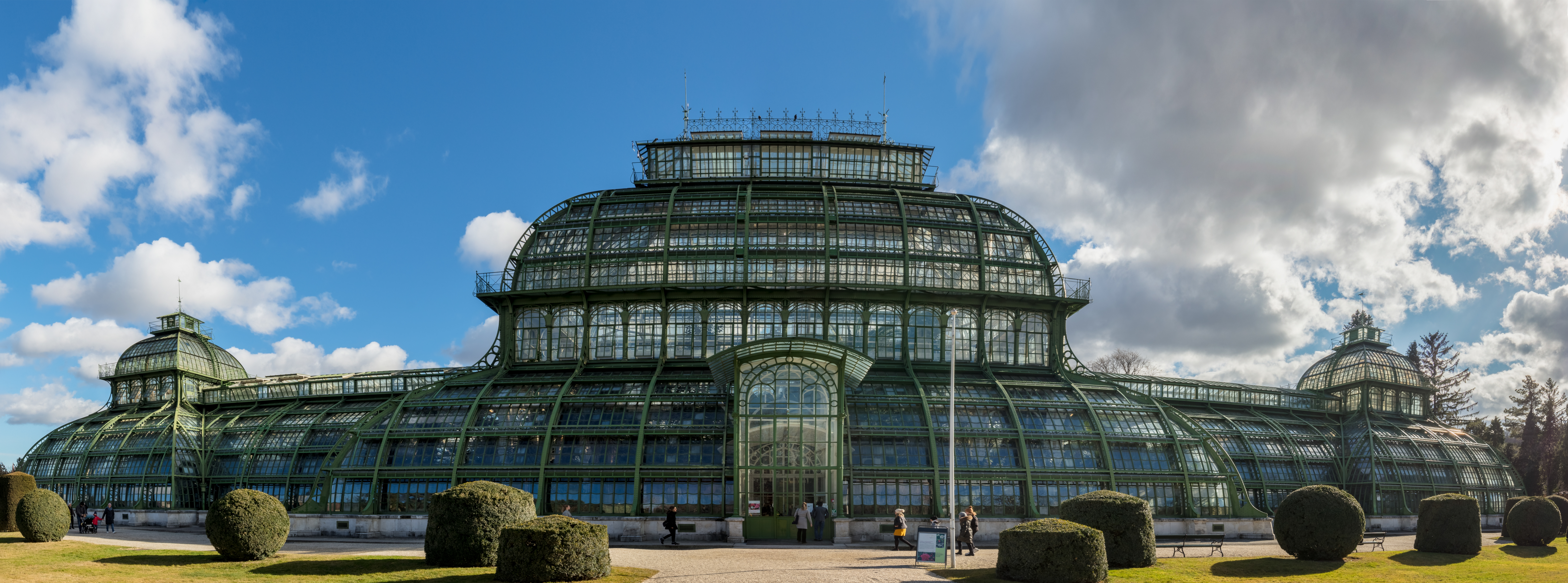
Центральный вход
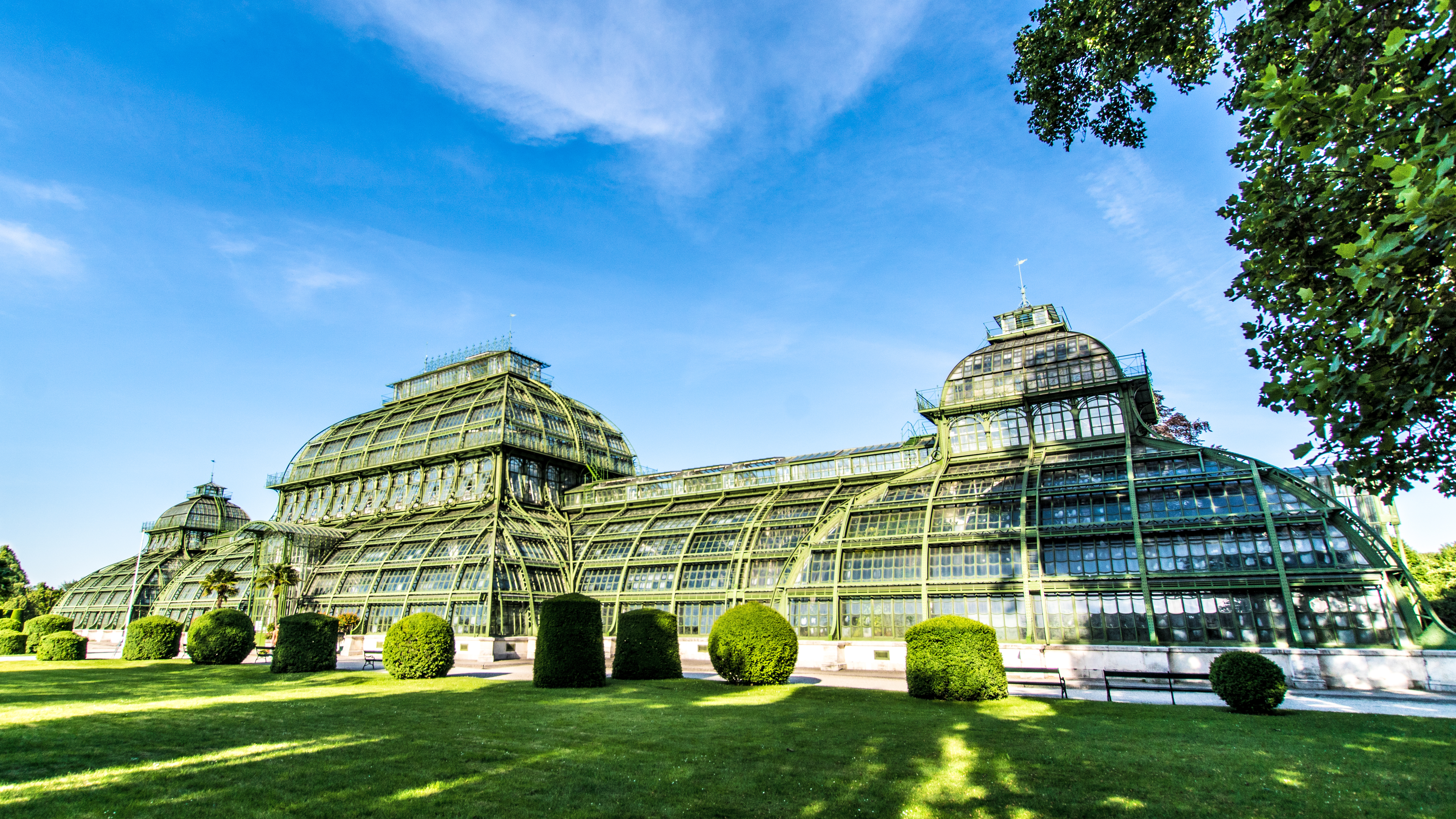
Вид сбоку
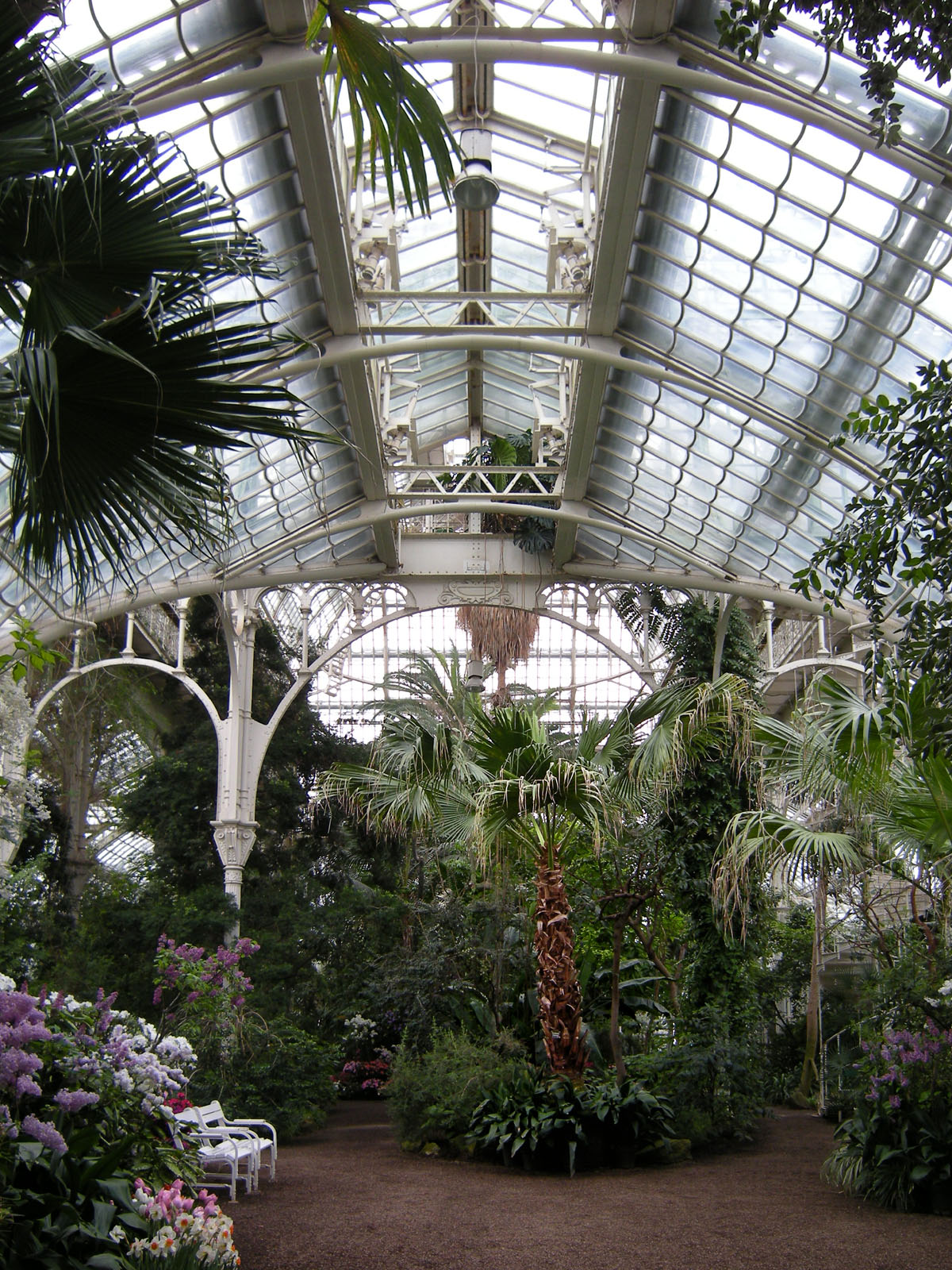
Вид изнутри
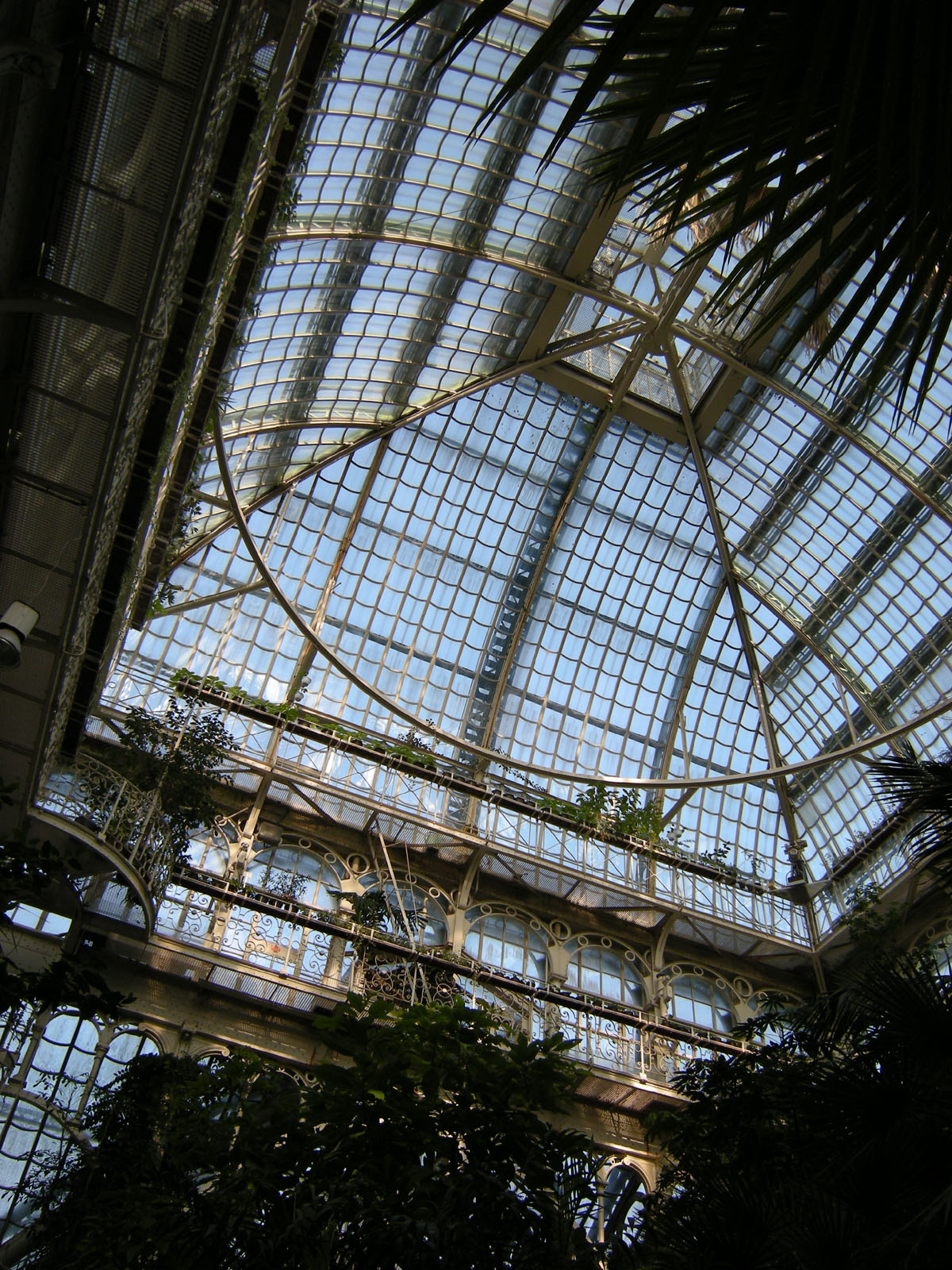
Стеклянный купол